# Olof Arvidson
Hans Olof Arvidson, född 2 augusti 1924 i Engelbrekts församling i Stockholm, död den 15 december 1997 i Stockholm, var en svensk advokat.

## Biografi
Olof Arvidson var son till järnvägstjänstemannen Axel Arvidson och Nanna, född Pettersson. Han tog studentexamen 1944 och juristexamen vid Stockholms högskola 1951. Därefter fullgjorde han tingstjänstgöring och inledde sin karriär som jurist på Arne Liljeros advokatbyrå 1953. Arvidson blev ledamot av Sveriges advokatsamfund 1956 och öppnade egen advokatverksamhet samma år.
Arvidson var försvarare vid flera omtalade rättegångar: Ulla Höglund-fallet där han försvarade den åtalade Irving Höglund, processen mot narkotikasmugglaren Karl Pauksch och Johan-fallet då han biträdde styvfadern till Johan Asplund som misstänktes för försvinnandet. Höglund-fallet sammanfattades av  Arvidson i boken Erkänn : Södertäljemålet - fakta och reflektioner. 
Under 1970-talet engagerade sig Arvidson för en humanare kriminalvård. Hans kontakter i artistvärlden möjliggjorde att Johnny Cash gav en konsert på Österåkeranstalten och att även Eartha Kitt uppträdde där.
Han var gift första gången 1956–1974 med Iris Pettersson och andra gången från 1975 med Elma Nordlinder, född Paasonen.